# Včela medonosná perská
Včela medonosná perská (Apis mellifera meda) je poddruh včely medonosné pocházející z nepouštní oblasti Íránu a Iráku, ale také jihovýchodního Turecka, přes severní Sýrii až k pobřeží Středozemního moře. Také byly pozorovány v ázerbájdžánské a íránské vysočině v nadmořských výškách až 3 000 m.

## Taxonomie
Na základě morfometrického hodnocení, a také dle mtDNA, patří k linii včel orientálních, z oblasti Blízkého východu. Vzhled včely perské se velmi podobá včele vlašské, a to do té míry, že identifikace pomocí standardní morfometrické analýzy vyžaduje provedení dalších měření.

## Charakteristika
Včely perské mají silný sklon k rojení, ale pouze s malým počtem rojových matečníků (10 až 20). Jsou adaptovány na dlouhé zimy díky tomu, že například v pohoří Zagros mohou být mrazivé dny až po dobu šesti měsíců v roce.
Jsou velkými producenty propolisu, rychle se vylekají a jsou agresivní vůči vnímané hrozbě v blízkosti úlu, pronásledují hrozbu až na vzdálenost 200 m. Agresivnější včely byly pozorovány v jižním Iráku, na rozdíl od těch v severním Ázerbájdžánu a Íránu.